# Locus-díjas sci-fi-regények
A Locus-díjas regények listája.
| Év   | Győztes              | Díjnyertes mű                                                          | Magyar cím                 |
| ---- | -------------------- | ---------------------------------------------------------------------- | -------------------------- |
| 2012 | China Miéville       | Embassytown                                                            | Konzulváros                |
| 2011 | Connie Willis        | Blackout/All Clear                                                     |                            |
| 2010 | Cherie Priest        | Boneshaker                                                             |                            |
| 2009 | Neal Stephenson      | Anathem                                                                |                            |
| 2008 | Michael Chabon       | The Yiddish Policemen's Union                                          | Jiddis rendőrök szövetsége |
| 2007 | Vernor Vinge         | Rainbows End                                                           | A szivárvány tövében       |
| 2006 | Charles Stross       | Accelerando                                                            | Accelerando                |
| 2005 | Neal Stephenson      | The Baroque Cycle: Quicksilver; The Confusion; The System of the World |                            |
| 2004 | Dan Simmons          | Ilium                                                                  |                            |
| 2003 | Kim Stanley Robinson | The Years of Rice and Salt                                             | A rizs és a só évei        |
| 2002 | Connie Willis        | Passage                                                                |                            |
| 2001 | Ursula K. Le Guin    | The Telling                                                            | A rege                     |
| 2000 | Neal Stephenson      | Cryptonomicon                                                          |                            |
| 1999 | Connie Willis        | To Say Nothing of the Dog                                              |                            |
| 1998 | Dan Simmons          | The Rise of Endymion                                                   | Endymion felemelkedése     |
| 1997 | Kim Stanley Robinson | Blue Mars                                                              |                            |
| 1996 | Neal Stephenson      | The Diamond Age                                                        | Gyémántkor                 |
| 1995 | Lois McMaster Bujold | Mirror Dance                                                           |                            |
| 1994 | Kim Stanley Robinson | Green Mars                                                             |                            |
| 1993 | Connie Willis        | Doomsday Book                                                          | Ítélet könyve              |
| 1992 | Lois McMaster Bujold | Barrayar                                                               | Barrayar                   |
| 1991 | Dan Simmons          | The Fall of Hyperion                                                   | Hyperion bukása            |
| 1990 | Dan Simmons          | Hyperion                                                               | Hyperion                   |
| 1989 | C. J. Cherryh        | Cyteen                                                                 |                            |
| 1988 | David Brin           | The Uplift War                                                         |                            |
| 1987 | Orson Scott Card     | Speaker for the Dead                                                   | A Holtak Szószólója        |
| 1986 | David Brin           | The Postman                                                            | A jövő hírnöke             |
| 1985 | Larry Niven          | The Integral Trees                                                     |                            |
| 1984 | David Brin           | Startide Rising                                                        | Csillagdagály              |
| 1983 | Isaac Asimov         | Foundation's Edge                                                      | Az Alapítvány pereme       |
| 1982 | Julian May           | The Many-Colored Land                                                  |                            |
| 1981 | Joan D. Vinge        | The Snow Queen                                                         |                            |
| 1980 | John Varley          | Titan                                                                  | Titán                      |
| 1979 | Vonda N. McIntyre    | Dreamsnake                                                             |                            |
| 1978 | Frederik Pohl        | Gateway                                                                | Az átjáró                  |
| 1977 | Kate Wilhelm         | Where Late the Sweet Birds Sang                                        |                            |
| 1976 | Joe Haldeman         | The Forever War                                                        | Örök háború                |
| 1975 | Ursula K. Le Guin    | The Dispossessed                                                       | A kisemmizettek            |
| 1974 | Arthur C. Clarke     | Rendezvous with Rama                                                   | Randevú a Rámával          |
| 1973 | Isaac Asimov         | The Gods Themselves                                                    | Az istenek is...           |
| 1972 | Ursula K. Le Guin    | The Lathe of Heaven                                                    | Égi eszterga               |
| 1971 | Larry Niven          | Ringworld                                                              | Gyűrűvilág                 |